# Scotopteryx margaritata
Scotopteryx margaritata là một loài bướm đêm trong họ Geometridae.